# Amphicallia pactolicus
Amphicallia pactolicus är en fjärilsart som beskrevs av Butler 1888. Amphicallia pactolicus ingår i släktet Amphicallia och familjen björnspinnare. Inga underarter finns listade i Catalogue of Life.